# Hinrich Schönenberg
Hinrich Schönenberg († um 1445 wohl in Lübeck) war ein Lübecker Brauer und kurzzeitig Bürgermeister der Hansestadt Lübeck.

## Leben
Über Schönenbergs Herkunft ist nichts bekannt. Er war einer der Lübecker Bürger, die sich in den bürgerlichen Unruhen zu Beginn des 15. Jahrhunderts auch als Wortführer gegen den dann 1408 aus der Stadt vertriebenen „alten“ Lübecker Rat exponierten. Er war Mitglied des Sechziger Ausschusses und des Finanzkomitees der Bürger. Er verhandelte (gemeinsam mit anderen Bürgern) mit den Bürgermeistern des Alten Rates 1408 Hinrich Westhof und Marquard von Dame über die Ergänzung des Lübecker Rates, nachdem etliche Ratsherren des Alten Rates die Stadt verlassen hatten. Er gehörte im Mai 1408 auch der Ratswahlkommission der Bürger an. Als Ratsherr und Bürgermeister Lübecks in dieser Umbruchzeit ist Schönenberg für die Jahre 1412 bis zur Rückkehr des Alten Rates 1416 überliefert. Er war 1415 gemeinsam mit Johann Growe und Elert Stange auf dem Konzil von Konstanz bei König Sigismund und 1416 in Kopenhagen, um über die Wiedereinsetzung des Alten Rates von 1408 zu verhandeln. Im Juli 1416 suchte er (ebenfalls gemeinsam mit Growe und Stange) sich in Kopenhagen wegen der gegen König Erik VII. von Dänemark erhobenen Anschuldigungen zu rechtfertigen. Nach seiner Rückkehr wurde er (wie auch andere Angehörige des Neuen Rates) auf Betreiben des zwischenzeitlich in Lübeck eingetroffenen kaiserlichen Gesandten in Haft genommen und erst wieder freigesetzt, nachdem er versprochen hatte vor Sigismund eine Ehrenerklärung für Erik VII. abzugeben, was er 1417 gemeinsam mit Johann Growe und Marquard Schutte auch tat. In Testamenten Lübecker Bürger wird er mehrfach als Urkundszeuge und als Vormund aufgeführt. Er bewohnte in Lübeck das Haus Hüxstraße 45.